# 設楽統
設楽 統（したら おさむ、1973年〈昭和48年〉4月23日 - ）は、日本のお笑いタレント、俳優、声優、司会者。お笑いコンビバナナマンのボケ（基本的にはボケとツッコミは決めていないため、ツッコミにも回る）、ネタ作り担当。相方は日村勇紀。埼玉県秩父郡皆野町出身。ホリプロコム所属。西武鉄道OB（後述）。

## 略歴

### デビュー前
1973年4月23日、埼玉県秩父郡皆野町に生まれる。家族構成は代々秩父に居住していた父と福岡県久留米市出身の母（旧姓：江頭）、6歳上の兄と3歳上の姉がいる。
1989年3月、皆野町立皆野中学校卒業。中学では生徒会長、野球部のキャプテンを務めた。生徒会長の言葉を楽しみにしていた。
1992年3月に埼玉県立秩父農工高等学校機械科卒業後、西武グループの西武長瀞ホテル支配人だった父親の縁故採用で、翌月西武鉄道に就職。同社池袋線小手指駅で駅員として半年間ほど勤務していた。駅員時代は「白線の内側で“伏せて”お待ちください」など、ギャグや小ネタを交えたアナウンスをしたこともあったが、それでも先輩たちは怒ることなく、むしろウケが良く、可愛がられていたという。また、バラエティ番組『バナナマンのせっかくグルメ！！』（TBS系）では、駅員時代の設楽を知る女性が登場。設楽は『イケメン駅員』として学生の間で人気だったことを明かしている。
その後、カラオケ店、酒屋の配達など、半年間のフリーター期間を経て、お笑い芸人を目指し父親の友人で制作会社勤務の人の紹介で、渡辺正行の乗っていたリムジンの運転手として石井光三オフィスに入社。。渡辺正行の運転手時代には、渡されたお札の細かい釣銭を貯めて革ジャンを購入した。

### お笑い芸人
1993年10月、知人から「4人でお笑いをやろう」と誘われ、新宿アルタ前に集合。そこで現在の相方である日村勇紀と出会う。設楽、日村、西秋元喜ともう1人で4人組のお笑いグループを結成するが、2回稽古しただけでこのグループを見限り、4人組から設楽と日村が脱退する形で現在のバナナマンが結成された。
1999年4月23日、バイト先で知り合い19歳の時から交際していた一般人の女性と結婚。ちなみに結婚の動機は、設楽が「風呂のある家に住みたい」「二人で住めば家賃を折半できる」として彼女に同居を持ちかけたところ、彼女が「じゃあちゃんとしないと」と答えたため。貧乏だった為、当時は貯金が数千円しかなかったと語っている。現在、娘が居る。
2006年、テレビ朝日『虎の門』の企画「いとうせいこうナイト 話術王決定戦」の第3回チャンピオンに選ばれる。また、相方の日村も第2回話術王でチャンピオンとなっており、コンビ揃っての優勝となった。
2007年3月18日12時30分頃、自らのタバコの不始末により自宅が火事の被害に遭う。番組の企画によるダイエット中でタバコの量が増えており、完全に火を消しきれていなかったタバコを灰皿の吸い殻ごとゴミ袋に捨てたことによるものだった。リビングでテレビを観ていたところ「プシュパン!」という異音が聞こえ、急いで部屋に戻ると部屋の角に火柱が上がっていた。設楽曰く「正月の神社とかにあるやつが自分の部屋にあった」とのこと。すぐに消防隊が駆けつけたため、幸いにも自分の部屋が一部屋燃えただけで全焼は回避されたものの、自宅にあった大事な写真やDVD、衣装、バッグ等のほとんどの私物はこの火事により焼失した。なお、現場検証中に燃えた携帯電話が鳴り、それはマネージャーからの電話であった。その携帯電話はしばらくそのままで使用していた。また、この火災直後（約6時間後）に収録を行ったTBS『ウンナン極限ネタバトル! ザ・イロモネア 笑わせたら100万円』において、誰も火事にあった事を知らない現場で自身の火事を早速ネタにして、最初こそ心配されたが掴みにしてみせた。そして、最後のサイレントでは、上記の焼けただれた携帯電話を見せた事が決め手となり、自身初となるゲームクリア及び100万円獲得を達成した（詳細は『ウンナン極限ネタバトル! ザ・イロモネア 笑わせたら100万円#挑戦者』内の「バナナマン」の項目も参照）。ちなみに、相方の日村はマネージャーから「大変です。設楽さんが火事です」という電話がかかってきたが、当時、多くのドッキリを仕掛けられていたため信じていなかった。しかし、イロモネア収録の際、楽屋にTシャツ・短パン姿で前髪を焦がした設楽が現れたのを見て、ようやく事実だと気づいた。尚、獲得賞金はコンビで折半せずに日村の厚意で全額設楽に渡された。
2009年11月放送の『ザ・イロモネア』の企画「ピンモネア」で、史上3人目の100万円獲得を達成。因みにバナナマンとしての記録を含めると100万円獲得を4度達成しているが、これは番組内における最多記録となっている。
2010年3月放送のフジテレビ『IPPONグランプリ 春の陣』で優勝し、年末のグランドチャンピオン大会出場権を獲得。その後2015年11月放送の『IPPONグランプリ』では約5年半ぶりに2度目、2018年12月放送の『IPPONグランプリ』では約3年ぶりに3度目の優勝を果たしている。
2012年4月2日からフジテレビで放送が開始された『ノンストップ!』のMCに就任。設楽が情報番組のMCを務めるのはこれが初めてで、帯番組も初になる。
2012年、ニホンモニターの調査による「2012タレント番組出演本数ランキング」において、出演番組数が611番組で1位となった。
2017年11月24日、自身のラジオ番組『バナナマンのバナナムーンGOLD』内で、週刊文春に「4億円の豪邸を建設中」と報道されたことについて、一部を事実だと認め、35年ローンを組んだことも明かした。
2021年12月1日に発表された「2021テレビ番組出演本数ランキング」（ニホンモニター）によると、約11カ月間で530本のテレビ番組に出演し、第1位となった。同ランキングで第1位になるのは、2012年以来８年ぶりとなる。
2022年12月6日に発表された「2022テレビ番組出演本数ランキング」によると、約11カ月間で548本のテレビ番組に出演し、第1位となった。2021年から2年連続の1位となった。
2024年5月1日に発表された「令和テレビ番組出演本数ランキング」によると、2019年5月1日～2023年12月31日にかけて、2750本の番組に出演し、1位となった。

### 俳優
1997年から1998年にかけてテレビ朝日『土曜ワイド劇場』に端役で出演。
2008年からは連続ドラマへコンスタントに出演。主にTBSやテレビ朝日で放送するもの中心。
2010年に、『裁判長!ここは懲役4年でどうすか』で映画初主演。
2012年に相方日村の主演ドラマ『イロドリヒムラ』の最終話（第10話）で監督デビューを果たした。

## 人物
秩父銘仙の販売のため全国を行商していた父方の祖父は、奄美大島で大島紬を知り、第一次世界大戦で化学染料の輸入が困難となった際に大島紬の染色法を参考にホルトノキによる黒色染料を考案し、「大黒エキス」の名で販売し莫大な利益を上げた。一方、設楽の母方（江頭家）の曾祖父（佐賀県佐賀市出身）は、その祖父が一期生として入学した入間郡立染色講習所の所長であり、卒業後も彼の商売の助言をするなど付き合いが深かった。父方の祖父は秩父銘仙の染色で巨額の富を得るも、太平洋戦争で織物工場が軍需工場にするために軍に接収され廃業。終戦後、祖父が遠方のため葬儀に出られなかった恩師である所長の墓前に家族を連れて参ったのがきっかけで両家は家族ぐるみの付き合いとなり、その過程で統の両親は恋に落ちて結婚した。なお、出身地の皆野町には、北条氏邦の家臣設楽金太夫の居館跡があり、他にも設楽氏の記録が残されている。
小学生の時から野球をやっており、中学での部活動は野球部。ポジションは遊撃手で一番打者。3年生の時はキャプテンだった。キャプテンになった3年生の時には「笑いながら何球もファウルボールを打って後輩に取りに行かせていた」という証言があってこの頃から“ドS”だった。
中学生の頃は生徒会長も務めていた。高校生の時にはバンドブームにあやかり、楽器は弾けないためボーカルを担当。視聴者参加カラオケ番組「超青春!太陽族」（TBS）に出演 した事があり、「秩父のカナリア」と紹介されていた。そこでは高校生らしくかなりカッコつけた様子でチェッカーズの「夜明けのブレス」を歌う場面が放送されていた。これは「過去の恥ずかしい映像」として、現在でも設楽が出演する番組でたまに流されており、その度にそれを見た設楽が恥ずかしさの余り悶絶するのがお約束となっている。カラオケの18番は『ロード』。
初恋した女の子に高校3年間片思いしていたが、「友達のままでいい」と思っており、女の子にも彼氏がいた事があり、設楽も他の女の子（5歳年上）と付き合っていた。しかし高校3年の時に気持ちが抑えきれず3回告白したが、「“友達”という関係だから」という理由でいずれもフラれたという経験がある。3回目に告白した時にはクリスマスでティファニーのオープンハートをプレゼントとして渡したが断られ、さすがに「なんで！？」と思ったという。その子とは幼稚園から中学まで同じ所に通い（高校は別々だった）、バイト先も同じであり、『はじけてドンパーズ』というバンドも一緒にやっていたということもあった。
学生時代は足が早く、リレーの代表に選ばれたり、野球部のキャプテンを努めたりし、相方の日村勇紀からも俊足と思われていたが、大人になって運動しなくなった為か、知らない間に走り方がかなり独特になっており、その姿を「リンカーン芸人大運動会」で見た松本人志からは「（全力疾走する姿が）すげー気持ち悪かった」と言われた事がある。設楽本人も「俺としてはめちゃくちゃ走れてると思ってたんだけど、オンエア見て愕然とした」と語っている。
カタカナ表記が苦手という一面があり、過去に行われたバナナマンの単独ライブ「Elephant pure」内においては「設楽統のカタカナ間違い！」という幕間映像が作られた事がある。
上述の自らが起こしてしまった火事の一件に因んで、過去に有吉弘行から「放火魔」というあだ名をつけられてしまった事がある。
名字の読みは「したら」だが、とんねるずの石橋貴明からは「しだら」と呼ばれている。
相方日村勇紀の「鍵をしょっちゅう無くす」「危うく万引きしそうになる」「排泄物を何回も漏らす」ことに関して、cmのインタビューで「呆れるけど、可愛い、愛くるしい」と答えている。誕生日が近いため、互いにプレゼントを贈り合っている（純金のブレスレット、巨大なカエルの模型、豚の椅子など）。
名字も名前も特殊な読み方なので読み間違えられる事が多いが、名字に関しては、設楽りさこがいたので間違えられなかったと言う。

### 芸風
自他共に認める「ドS」であり、そのドSぶりを活かしたいじり芸の技術も高い。また、アイドルや相方日村などにモニタリング室から無線で指示を出す、いわば「遠隔操作芸」も得意とする。先輩芸人などにも物怖じせず、サディスティックな芸をすることで笑いに変えている。また、後輩芸人に対してはたびたびドSな面を披露し恐れられている。
朝の顔から、深夜番組の無茶な役回りまで幅広くこなす。テレビ出演が増えるようになってからはMCの能力が高く評価され、一人での仕事も増えるようになる。
バラエティ番組では「いじる」側に回る事の方が圧倒的に多いが、状況によっては「いじられる」事もあり、その中でも過去に放送されていた「とんねるずのみなさんのおかげでした」に出演した際はとんねるずによるむちゃぶりを受ける事が多かった。また、例えば、危うく時計を買わされそうになったり、『ノンストップ!』が始まった年にはHUGO BOSSにてスーツを買わされたりしている。「みなさん」の企画である「オールスター！！しただらけの水泳大会」に出演した際は、「10m急降下！人間ダーツ対決！！」という種目において木梨憲武の指名により2回も10mの飛び込み台から飛ばされた事があり、精神的にかなりのダメージを受けていた（指名された理由は当時裏のドラマ
に出ていたせいである。）。普段いじられ慣れていないせいか、いじられる時は日村以上に大きなリアクションをとる事もある。
日村とは正反対に体を張った仕事や一発ギャグなどは苦手としている（唯一持っている一発ギャグは放送コードに引っかかる下ネタである）。モノマネも苦手であり、日村に比べるとレパートリーはかなり少ない。代表的なものに「大型犬の鳴きマネ」「小鳥の鳴き声」などがある。芸能人ではたまに芹那のモノマネをやる事をあるが、かなりデフォルメされており、全く似せようとはしておらず、むしろ小馬鹿にしている（なお、日村も芹那のモノマネが出来るが、こちらも設楽と同じくかなりデフォルメされた形になっている）。他には薬師丸ひろ子のモノマネを行う事もあるが、これもあまり似ていない（ただし、日村は設楽のこのモノマネをかなり気に入っており、たまにバラエティ番組でやらせる事がある）。
テレビやラジオなどで、たびたびバナナマンにおける自身の役割を「日村勇紀の面白さを世に伝える事」であると公言している。その理由を設楽は「絶対的にビジュアルでいくとこっち（日村）だから」とし、自分よりも日村の方が人の目を引くことを指摘した上で、あくまでも「戦略的に」あえて目立つ役割は日村に譲ることにしているのだと述べている。ただし、それを踏まえた上で「自分の人生は自分が主役じゃなきゃいけないっていうのがある」という考えの持ち主でもある。

### 評価
放送作家の高須光聖は、実力派中堅芸人が多いという話題の中、バナナマンの名前を挙げ「MCも出来るし、設楽は本当に凄い」と高く評価している。
フジテレビの高瀬敦也プロデューサーは「設楽さんは瞬発的な部分を含め、何でも演じ分けられる器用さがすごいと思います。連続ドラマなら11話、映画なら2時間かけて登場人物の感情を積み上げていけますが、コントはドラマや映画のようにストロークがないので、幕が開いた瞬間のひと言や仕草で、その人のキャラクターを表現しなければならないはず。そんな中、設楽さんは舞台に出てくる歩き方と最初のひと言で、その人の人となりが感じられる。その瞬間的な表現力はすごいといつも思っていました」と語っており、設楽のコントで鍛えた演技力を高く評価している。
第三のバナナマンと言われバナナマンの番組の放送作家を務めているオークラは、「設楽さんはデビュー当時からコント作りが天才でかなわないと思った」と語っている。

### 嗜好
日村と同様に大のタバコ好きで、ヘビースモーカーでもある(日村は現在は卒煙している)。過去に受けたインタビュー内での「煮詰まった時の気分転換は?」という質問に対しては「『食べること』と『タバコ』」と答えており、特にタバコに関しては「気分転換にすごく重要」と語るほどである。上記にもあるように、過去に自らのタバコの不始末で自宅が火災に遭ってしまった事があるが、それでも設楽は「タバコをやめようと思った事は1度もない」と断言している（設楽によれば、火事の片づけをしている時にはもう既に吸いたくなってしまい、その後家族に隠れてこっそり吸ってしまったという）。タバコに関しては「むやみに外で吸うとか、歩きタバコはせず、決まったエリアで優雅に吸う」のが理想としており、「追いやられて汚い所で吸わされる感覚が嫌いで嗜好品なんだから優雅に吸いたい」とも語っている。
愛煙家である反面、逆にお酒は、基本的に飲まない。飲むと酔っ払う前に頭痛が起きるか、寝てしまうという。本人曰く「カシスウーロンなら死ぬほど飲める」というが、カラオケ屋のカシスウーロンは飲めないという。本人曰く、女の子のいるお店にほとんど行くことがないため、「何が楽しいのかわからない」と語ったことがある。
餃子の王将フリークで、若手時代に日村や構成作家のオークラらとよく行っていた。テレビ朝日『アメトーーク!』の「餃子の王将芸人」では、豊富な知識を披露した。
手押し相撲（2人で向かい合って立ち、互いの手のひら同士を押し合い、先にバランスを崩した方が負け、という競技）を得意としており、かなりの強さを誇る。「ダウンタウンのガキの使いやあらへんで!」では設楽のこの特技をフィーチャーした「第1回ガキの使いやあらへんで!! チキチキ バナナマン設楽を倒せ！ 芸能界手押し相撲王決定戦！」という企画が2週に渡って放送された事がある。ここでは対戦相手であるダウンタウン、ココリコ、山崎邦正（現・月亭方正）、猫ひろし、春日俊彰（オードリー）、顔デカおばちゃん、大林素子までには勝利したが、最後の10組目である曙太郎に敗れ全勝はならなかった。
BOØWYのファンであり、『アメトーーク！』の「BOØWY芸人vs尾崎豊芸人」（2007年4月26日放送）ではBOØWY芸人の一員として出演した。
愛読書は「ジョジョの奇妙な冒険」であり、上記のBOØWY同様、『アメトーーク！』の「ジョジョの奇妙な芸人」（2007年8月2日放送）にも出演している。また、自分の子供が産まれる際にもし男の子だったら名前を空条承太郎から取って「承太郎」にする事も考えていたという。また、娘の名前である菜々葉はバナナから取っている。娘が生まれる前は「ふわふわ」にするつもりだったが相手方の両親にペットじゃないんだからと言われ命名するに至らなかった。今でも家族にネタにされるとのこと。この「ふわふわ」という名前はバナナマンの作家である永井の芸名である永井ふわふわとして使われている。
趣味はボウリング。最近の趣味はメダカを飼うこと。(かつて間違ったネット記事で設楽の趣味はメダカを飼うことと表記されていたがそれは全くの嘘であった。しかしながら、2022年ごろからメダカを飼うことが趣味になったと公言している。)
森山家（森山良子・直太朗・奈歩）とは親交があり、設楽曰く「森山家の全員と1対1でご飯に行ける」との事。
一方でラジオ番組などで「友達がいない」と話す事があり、「親友はオークラ」「小山（バナナマンのマネージャー）がいなかったら本当にひとりぼっち」などと発言した事もある。ラジオ番組内ではそんな設楽の事情を察して「設楽の友達オーディション」という企画まで行われたが、結局友達は出来なかった。これといって特に熱心な趣味なども無いという。中学や高校の友達とはいまだに連絡をとっている。
食べ物ではイカが大好きで、「俺といえばイカだからね」と語っている。最近はホタテが大好きで、出演番組内でホタテが取り上げられるたびに、自身について「ホタテ人間」「Wikipediaに書いてほしい」と言うほど。その一方で、アボカドアレルギーやエビやカニなどの甲殻類アレルギーを持っているため、これらは食べられない。
2021年5月、自身のラジオ番組『バナナマンのバナナムーンGOLD』内で、ロングコートチワワとポメラニアンのミックスを飼い始めたことを明かした。飼い犬の名前について「男の子で真っ白だったから『白太郎』（しろたろう）って名前にした」と伝えたが、「だんだん（毛色が）薄茶色になってきた」という。

## 出演

### テレビ番組

#### 情報・バラエティ
| 出演期間                 | 番組                                          | 局         | 備考                 |
| 現在                     | 現在                                          | 現在       | 現在                 |
| ------------------------ | --------------------------------------------- | ---------- | -------------------- |
| 2012年 -                 | ノンストップ!                                 | フジテレビ | MC                   |
| 2015年 - 2019年 2022年 - | クレイジージャーニー                          | TBS        | 司会                 |
| 過去                     |                                               |            |                      |
| 2007年 - 2009年          | むちゃぶり!                                   | TBS        | 声の出演             |
| 2008年 - 2009年          | 美しき青木・ド・ナウ                          | テレビ朝日 |                      |
| 2009年 - 2010年          | なんでもアリタっ!                             | goomo      |                      |
| 2009年 - 2011年          | シネ通!                                       | テレビ東京 |                      |
| 2010年 - 2016年          | できた できた できた                          | NHK Eテレ  | 声の出演（ペース役） |
| 2010年 - 2011年          | さきっちょ☆                                   | テレビ朝日 |                      |
| 2011年                   | ゴレンタン                                    | フジテレビ |                      |
| 2011年 - 2012年          | Asian Ace                                     | TBS        | 司会                 |
| 2012年                   | チョイス                                      | フジテレビ |                      |
| 2013年 - 2015年          | 〜世界にひとつ〜ミラクルレシピ!               | テレビ朝日 | 司会                 |
| 2013年 - 2016年          | ザ・データマン 〜スポーツの真実は数字にあり〜 | NHK BS1    | 司会                 |
| 2016年                   | ドラマちっくニュース                          | 日本テレビ | 司会                 |
| 2020年 - 2021年          | シタランドTV                                  | テレビ朝日 | 司会                 |

特番
| 出演期間 | 番組                               | 局  | 備考      |
| -------- | ---------------------------------- | --- | --------- |
| 2019年   | クイズ!オンリー1                   | TBS | 司会      |
| 2020年   | オモテガール裏ガール(裏顔女子の夜) | TBS | 司会      |
| 2021年   | クレイジージャーニー               | TBS | 司会      |
| 2022年   | THE鬼タイジ                        | TBS | 第6回以降 |

#### テレビドラマ
| 年     | 作品                                                              | 局         | 役                |
| ------ | ----------------------------------------------------------------- | ---------- | ----------------- |
| 1997年 | 土曜ワイド劇場 女医は見ていた!                                    | テレビ朝日 |                   |
| 1998年 | 土曜ワイド劇場 女医花橋澪子の事件カルテ                           | テレビ朝日 | 孝夫の友人        |
| 1998年 | 土曜ワイド劇場 京都お見合いツアー殺人事件2                        | テレビ朝日 | 山口弘之          |
| 1998年 | 土曜ワイド劇場 “繭の密室”連続殺人事件                             | テレビ朝日 | 前島博和          |
| 2005年 | RUN AWAY GIRL 流れる女                                            | BSフジ     | 絵里香の兄        |
| 2006年 | ライオン丸G                                                       | テレビ東京 | 蘭丸              |
| 2007年 | 特急田中3号                                                       | TBS        | 照美の父          |
| 2008年 | ロス:タイム:ライフ第4節「看護師編」                               | フジテレビ | 荻野政一          |
| 2008年 | 蒼井優×4つの嘘 カムフラージュ 「都民・鈴子-百万円と苦虫女 序章-」 | WOWOW      | たっちゃん        |
| 2008年 | 流星の絆                                                          | TBS        | 萩村信二          |
| 2009年 | MR.BRAIN                                                          | TBS        | 神田純一          |
| 2009年 | ツレがうつになりまして。                                          | NHK総合    | 野島              |
| 2009年 | 不毛地帯                                                          | フジテレビ | 刑事              |
| 2010年 | ハガネの女                                                        | テレビ朝日 | 先崎徹            |
| 2011年 | ハガネの女 season2                                                | テレビ朝日 | 先崎徹            |
| 2012年 | 最高の人生の終り方〜エンディングプランナー〜                      | TBS        | 長田栄司          |
| 2012年 | イロドリヒムラ                                                    | TBS        | カフェのマスター  |
| 2013年 | 確証〜警視庁捜査3課                                               | TBS        | 菅井捜査1課警部補 |
| 2015年 | 容疑者は8人の人気芸人                                             | フジテレビ | 本人              |

#### テレビアニメ
| 年     | 作品                        | 局           | 役               |
| ------ | --------------------------- | ------------ | ---------------- |
| 2015年 | スター・ウォーズ 反乱者たち | ディズニーXD | モラド・スマール |

### 映画
| 年     | 作品                                        | 役                   | 備考                   |
| ------ | ------------------------------------------- | -------------------- | ---------------------- |
| 2005年 | ホールドアップダウン                        | 警察官3              |                        |
| 2008年 | ヒトリマケ                                  | 父                   | 特別友情出演           |
| 2010年 | 裁判長!ここは懲役4年でどうすか              | 南波タモツ           | 初主演作               |
| 2011年 | 少年マイロの火星冒険記3D                    | マイロのパパ         | 声の出演（日本語吹替） |
| 2011年 | ハッピー フィート2 踊るペンギンレスキュー隊 | オキアミのウィル     | 声の出演（日本語吹替） |
| 2012年 | それいけ!アンパンマン よみがえれ バナナ島   | スッテン             | 声の出演               |
| 2015年 | ミニオンズ                                  | ウォルター・ネルソン | 声の出演（日本語吹替） |
| 2016年 | ペット                                      | マックス             | 声の出演（日本語吹替） |
| 2018年 | 若おかみは小学生!                           | 神田幸水             | 声の出演               |
| 2019年 | ペット2                                     | マックス             | 声の出演（日本語吹替） |
| 2023年 | 宇宙人のあいつ                              |                      | 出演                   |

### ウェブテレビ
- 番組制作権争奪リアリティーショー クリエイターズファンディング（2019年4月12日 - 、AbemaTV） - 司会[50]

### 舞台
- プロペラ犬第2回公演「ジャージマン」（2008年11月27日 - 12月4日）[51]

### CM
- 大正製薬「大正漢方胃腸薬」（1995年）
- アース製薬「バポナ」（1996年）
- アデランス（1997年）
- オートバックスセブン「オートバックスキャッシュバックセール」（2000年）
- ライフカード　「マドンナ篇」 (2006年)
- 明治製菓（現・明治）「キシリッシュ」（2009年）
- ゼンショーホールディングス「すき家」
  - うな牛2016 家族 編（2016年6月 - ）[52]
  - うな牛 丑の日 編（2016年7月 - ）
  - しじみ汁 おしんこセット490円 編（2017年2月 - ）
  - 朝食シリーズ 編（2017年3月 - ）
  - うな牛2019 編（2019年7月 - ）
- ケンタッキーフライドチキン（2021年）

### その他
- ドクターロートレックと忘却の騎士団 - ジャン・ルグラン 役[53]
- 槇原敬之『Life Goes On〜like nonstop music〜』（2014年2月26日、Buppuレーベル） - ジャケット写真[54]